# Глонвиль
Глонви́ль (фр. Glonville) — коммуна во французском департаменте Мёрт и Мозель региона Лотарингия. Относится к  кантону Баккара.	

## География

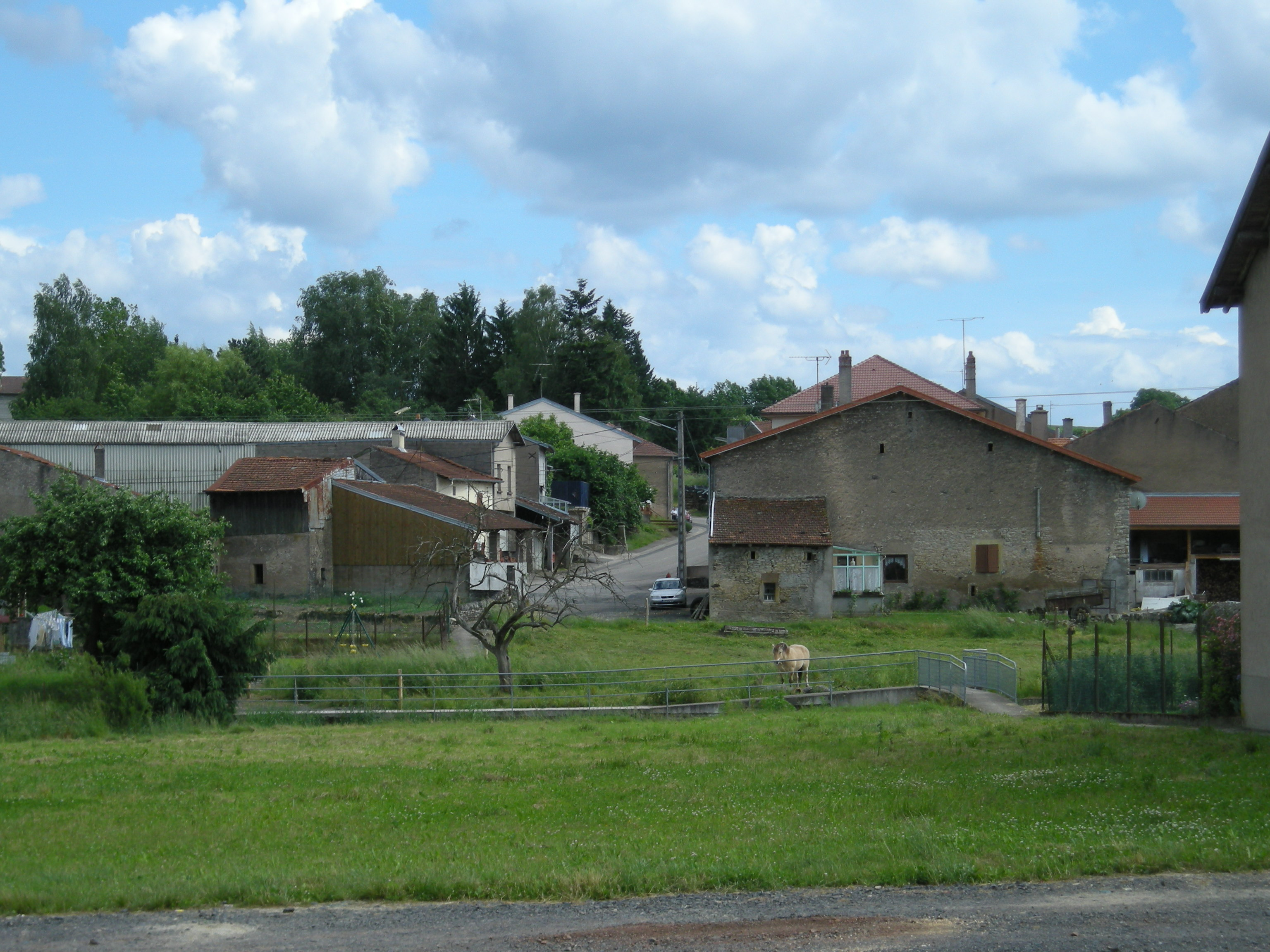
Вид на Глонвиль.

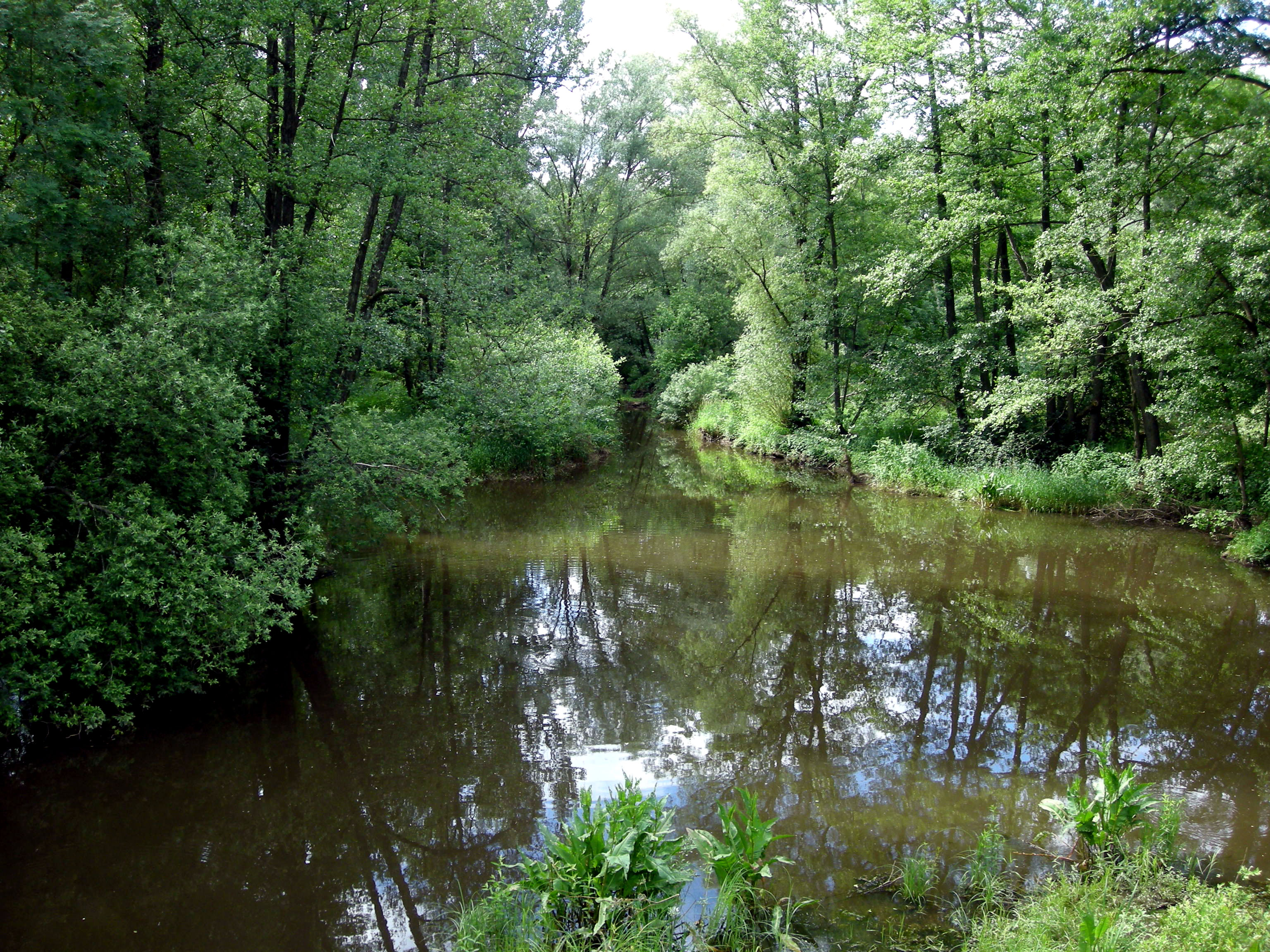
Мёрт в окрестностях Глонвиля.

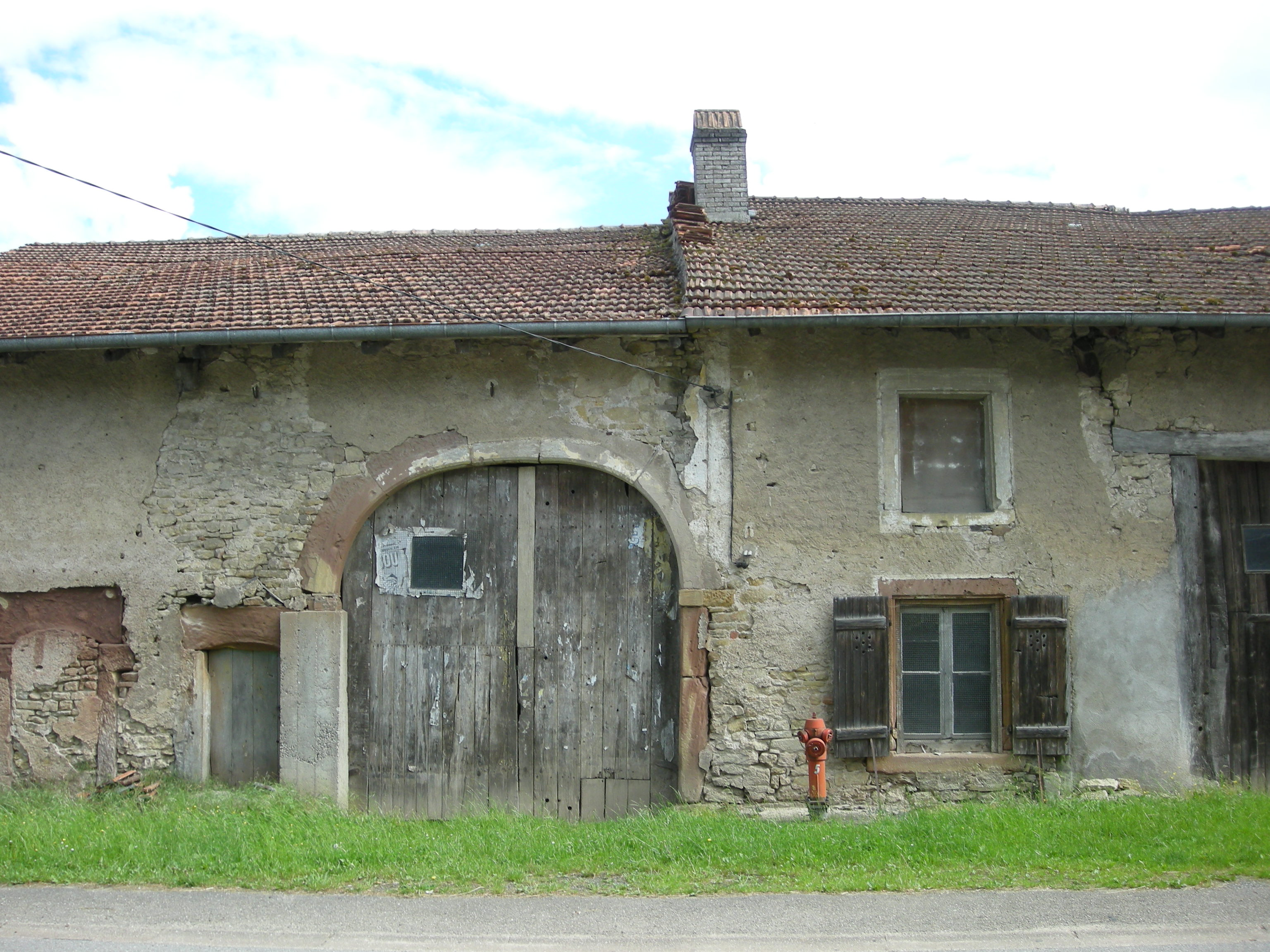
Глонвиль. Типичная лотарингская ферма.

Глонвиль расположен в 45 км к юго-востоку от Нанси. Соседние коммуны: Азерай на севере, Желакур  на востоке, Баккара на юго-востоке, Фонтенуа-ла-Жут на юго-западе.
Расположен в долине Мёрта.

## Демография
Население коммуны на 2010 год составляло 347 человек.
| 1962 | 1968 | 1975 | 1982 | 1990 | 1999 | 2010 |
| ---- | ---- | ---- | ---- | ---- | ---- | ---- |
| 379  | 362  | 328  | 343  | 366  | 316  | 347  |